# Elaeagnus

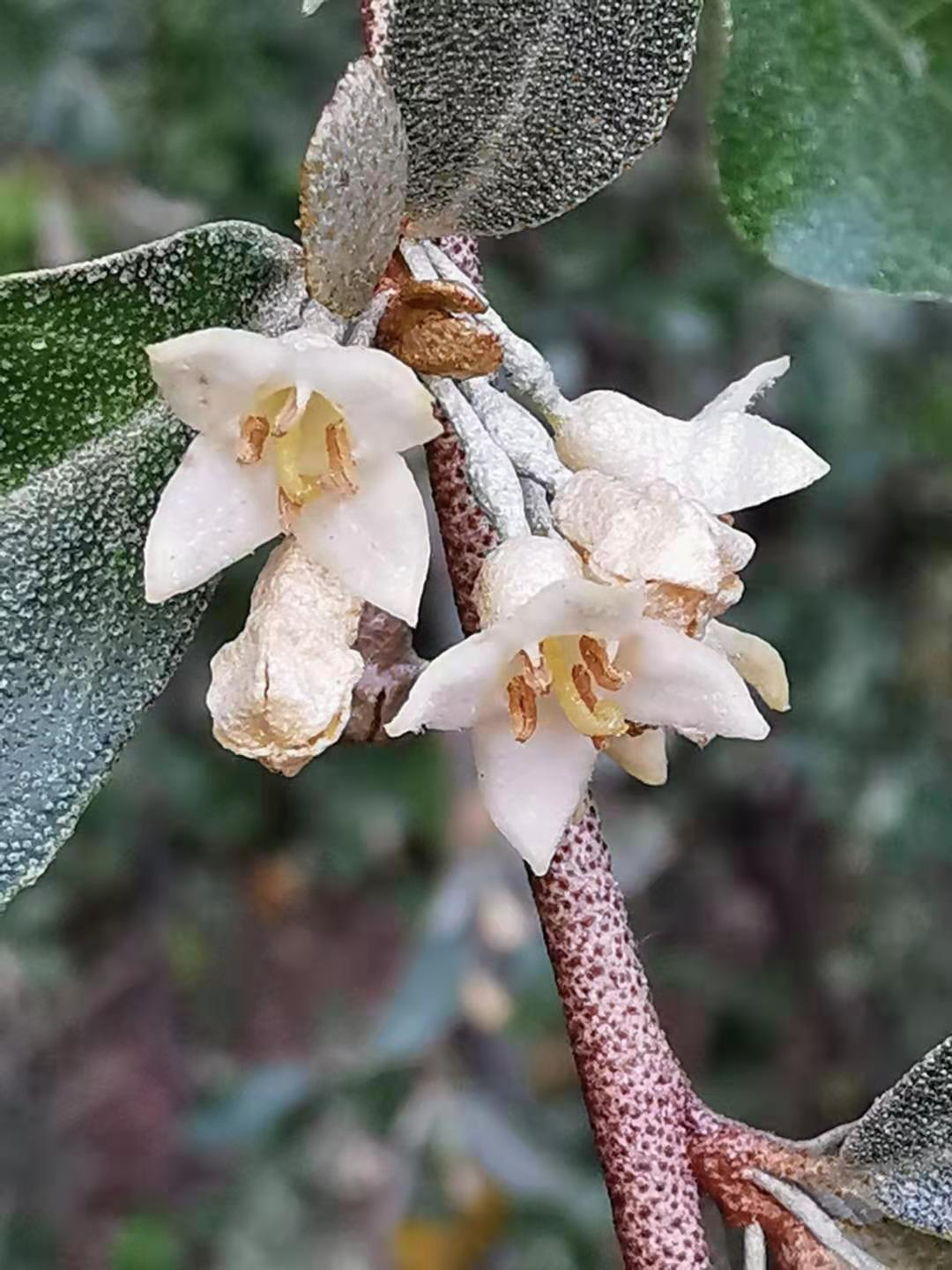
Elaeagnus oldhamii

Elaeagnus es un género de  plantas con flores de la familia Elaeagnaceae.  Comprende 215 especies descritas y de estas, solo 98 aceptadas.
La inmensa mayoría de estas especies son endémicas de regiones templadas y subtropicales de Asia, con una especie (E. triflora) extendiéndose al sur hasta el noreste de Australia y otra (E. commutata) exclusiva de Norteamérica. Una tercera especie (E. angustifolia) puede ser también endémica del extremo sureste de Europa, aunque también pudo ser introducida por el hombre hace tiempo.

## Descripción
Son arbustos o pequeños árboles caducifolios o perennifolios con hojas alternas. Las hojas y brotes suelen estar cubiertas de diminutas escamas de color plateado a marrón, dando a las plantas una apariencia blancuzca a marrón grisácea desde lejos. Las flores son pequeñas, con un cáliz de cuatro lóbulos y sin pétalos, a menudo fragantes. Su fruto es una drupa carnosa con una única semilla, comestible en muchas especias, aunque generalmente carecen de buen sabor. Varias especies se cultivan por sus frutos, incluyendo E. angustifolia, E. umbellata, E. multiflora y E. conferta. Aunque se cultivan más en China que ninguna otra parte, su popularidad está creciendo en el resto del mundo.

## Propiedades
E. umbellata tiene altas cantidades de licopeno, un antioxidante del que se ha demostrado que decrementa la probabilidad de padecer cáncer de próstata. E. multiflora se cuenta entre las plantas «nutracéuticas» que los chinos usan como alimento y medicina.

## Ecología
Las plantas de especies de Elaeagnus se usan para alimentar las larvas de algunas especies de lepidópteros, incluyendo Coleophora elaeagnisella y Naenia typica.

## Taxonomía
El género fue descrito por Carolus Linnaeus y publicado en Species Plantarum 1: 121. 1753. La especie tipo es: Elaeagnus angustifolia L.
Etimología
Elaeagnus: nombre genérico compuesto que proviene de las palabras del griego antiguo: elaea = "la oliva" y agnus, que significa "sagrado".

## Especies seleccionadas
- Elaeagnus angustata (Rehd.) C. Y. Chang (China)
- Elaeagnus angustifolia L. (oeste Asia)
- Elaeagnus argyi Levl. (China)
- Elaeagnus bambusetorum Hand.-Mazz. (China)
- Elaeagnus bockii Diels (China)
- Elaeagnus cinnamomifolia W. K. Hu et H. F. Chow (China)
- Elaeagnus commutata Bernh. (Norteamérica)
- Elaeagnus conferta Roxb. (sur de Asia) - guara de la India[4]
- Elaeagnus courtoisi Belval (China)
- Elaeagnus davidii Franch. (China)
- Elaeagnus delavayi Lecomte (China)
- Elaeagnus difficilis Serv. (China)
- Elaeagnus formosana Nakai (Taiwán)
- Elaeagnus glabra Thunb. (este de Asia)
- Elaeagnus gonyanthes Benth. (China)
- Elaeagnus griffithii Serv. (China)
- Elaeagnus grijsii Hance (China)
- Elaeagnus guizhouensis C.Y.Chang (China)
- Elaeagnus henryi Warb. (China)
- Elaeagnus jiangxiensis C.Y.Chang (China)
- Elaeagnus jingdonensis C.Y.Chang (China)
- Elaeagnus kanaii Momily. (China)
- Elaeagnus lanceolata Warb. (China)
- Elaeagnus lanpingensis C.Y.Chang (China)
- Elaeagnus latifolia L. (sur de Asia)
- Elaeagnus liuzhouensis C.Y.Chang (China)
- Elaeagnus longiloba C.Y.Chang (China)
- Elaeagnus loureirii Champ. (sur de China)
- Elaeagnus luoxiangensis C.Y.Chang (China)
- Elaeagnus luxiensis C.Y.Chang (China)
- Elaeagnus macrantha Rehd. (China)
- Elaeagnus macrophylla Thunb. (este de Asia)
- Elaeagnus magna Rehd. (China)
- Elaeagnus micrantha C.Y.Chang (China)
- Elaeagnus mollis Diels (China)
- Elaeagnus morrisonensis Hayata (Taiwán)
- Elaeagnus multiflora Thunb. (este de Asia)
- Elaeagnus nanchuanensis C.Y.Chang (China)
- Elaeagnus obovata Li (China)
- Elaeagnus obtusa C.Y.Chang (China)
- Elaeagnus oldhami Maxim. (China)
- Elaeagnus ovata Serv. (China)
- Elaeagnus oxycarpa Schltdl. (China)
- Elaeagnus pallidiflora C.Y.Chang (China)
- Elaeagnus parvifolia Wallich ex Royle (Asia central)
- Elaeagnus pauciflora C.Y.Chang (China)
- Elaeagnus philippinensis Perrott. (Filipinas)
- Elaeagnus pilostyla C.Y.Chang (China)
- Elaeagnus pingnanensis C.Y.Chang (China)
- Elaeagnus pungens Thunb. (Japón)
- Elaeagnus pyriformis Hook.f. (este del Himalaya)
- Elaeagnus retrostyla C.Y.Chang (China)
- Elaeagnus sarmentosa Rehd. (China)
- Elaeagnus schlechtendalii Serv. (China)
- Elaeagnus stellipila Rehd. (China)
- Elaeagnus taliensis C.Y.Chang (China)
- Elaeagnus thunbergii Serv. (China)
- Elaeagnus tonkinensis Serv. (sureste de Asia)
- Elaeagnus triflora Roxb. (sureste de Asia, noreste de Australia).
- Elaeagnus tubiflora C.Y.Chang (China)
- Elaeagnus tutcheri Dunn (sur de China)
- Elaeagnus umbellata Thunb. (este de Asia)
- Elaeagnus viridis Serv. (China)
- Elaeagnus wenshanensis C.Y.Chang (China)
- Elaeagnus wilsonii Li (China)
- Elaeagnus wushanensis C.Y.Chang (China)
- Elaeagnus xichouensis C.Y.Chang (China)
- Elaeagnus xizangensis C.Y.Chang (China)

Híbridos
- Elaeagnus × ebbingei (E. macrophylla × E. pungens)
- Elaeagnus × pyramidalis (E. commutata × E. multiflora)
- Elaeagnus × reflexa (E. pugens × E. glabra)